# Alénya
Alénya (in catalano Alenyà) è un comune francese di 3 619 abitanti situato nel dipartimento dei Pirenei Orientali nella regione dell'Occitania.

## Geografia fisica

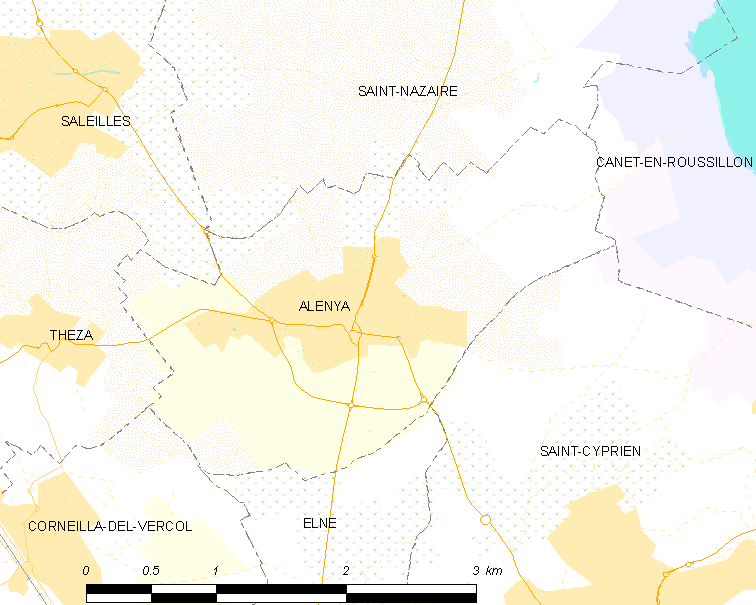
Situazione di Alénya

## Storia

### Simboli
È un'arma parlante: l'ala ("ala" anche in catalano) riprende il nome del comune; il capo è l'emblema della regione del Roussillon.

## Società

### Evoluzione demografica
Abitanti censiti